# Funny Bones – Tödliche Scherze
Funny Bones – Tödliche Scherze (Originaltitel: Funny Bones) ist ein britisch-amerikanischer Spielfilm, der 1995 unter der Regie von Peter Chelsom entstand. Die Hauptrollen spielten Oliver Platt und Jerry Lewis. Er wird dem Genre Tragikomödie zugerechnet.

## Handlung
Oliver Platt spielt Tommy Fawkes, den Sohn des von Jerry Lewis dargestellten Starkomikers George Fawkes. Als Tommy in Las Vegas mit seinem ersten Auftritt vor großem Publikum in die Fußstapfen seines Vaters treten will, erlebt er einen desaströsen Abend und erntet allenfalls mitleidsvollen Applaus. Vom Ehrgeiz gepackt, bricht er nach Blackpool auf, wo er seine Kindheit verbrachte und wo er Inspiration suchen will – wie sich schnell zeigt, will er im Grunde die Gags der dortigen Kleinkunstszene stehlen. So sieht er auch die Show einer sonderbaren Komikertruppe, die nicht mehr offiziell auftreten darf, seit ein Mitglied namens Jack wegen Totschlags als unzurechnungsfähig gilt. Ihm wird bewusst, hier Teile des Programms seines Vaters zu sehen, und er versteht, dass sein Vater seine größten Erfolge offenbar von dieser Gruppe gestohlen hat. Schließlich stellt sich Jack als sein Halbbruder heraus.
Ein geheimnisvoller paralleler Handlungsstrang, mit dem der Film auch anfängt, erzählt von einem betrügerischen Handel, bei dem versucht wird, chinesische Wachseier mit obskurem Inhalt gegen Falschgeld zu kaufen; hierbei wird ein Beteiligter von einer Schiffsschraube getötet. Seine abgetrennten Füße werden zwischendurch am Strand gefunden, und die rachesuchenden Geprellten tauchen im zweiten Teil des Films auf und bringen eine unerwartete Action-Komponente ein.
In einer großen Apotheose am Schluss flüchtet Tommy zusammen mit Jack vor den Verfolgern, was sich aber schließlich als eine geprobte Show herausstellt, die ihre Freundschaft erkennen lässt und mit der er nun offenbar doch das Herz des Publikums gewinnt.

## Kritiken
Die Rezensenten der Washington Post lobten insbesondere die darstellerischen Leistungen von Platt, Lewis und Evans sowie das Timing und die vom Film vermittelte melancholische Stimmung; Roger Ebert nannte den Film unterhaltsam und faszinierend, äußerte sich allerdings kritisch gegenüber dem Las-Vegas-Teil der Handlung. Im Heyne-Filmlexikon wird er als „komödiantisches Feuerwerk voll abstruser Schönheit und einem guten Schuß britischen Humors“ bezeichnet. Die „Tragikomödie“ erhielt von der Zeitschrift Cinema die Höchstwertung und das Lob: „Eine schöne Hommage.“

## Auszeichnungen
Der Film war auf Festivals erfolgreich. Peter Chelsom erhielt insgesamt acht Preise, unter anderem auf den Filmfestivals in Brüssel, Paris und bei den Evening Standard British Film Awards. Auch auf der 45. Berlinale war er zu sehen.